# Gaston Jacquet
Émile Marius „Gaston“ Jacquet (* 14. August 1883 in Lanas, Frankreich; † 28. Januar 1970 in Thonex, Schweiz) war ein französischer Filmschauspieler mit kurzer Karriere beim späten deutschen Stummfilm.

## Leben und Wirken
Über Herkunft, Ausbildung und die frühen Berufsjahre des aus Südfrankreich stammenden Sohns des Remy Jacquet und dessen Gattin Nancy Fouchères ist derzeit nichts bekannt. Möglicherweise schlug er in den frühen Jahren des 20. Jahrhunderts vor dem Ersten Weltkrieg eine weitgehend unauffällig verlaufende Bühnenlaufbahn ein. Bei Kriegsende 1918 wurde Jacquet für den Film entdeckt und avancierte in kurzer Zeit zu einem der gefragtesten Stummfilmdarsteller seines Landes. Der stets elegant auftretende Künstler mit dem markanten Oberlippenbart wurde von Anbeginn regelmäßig mit Rollen weltmännischer Herren, Grandseigneurs und Persönlichkeiten der gehobenen Gesellschaft bedacht: So sah man ihn etwa als Graf Poniowsky in Le sang des immortelles (1920), als Bankier Devasne in La double épouvante (1920) und als Milady de Winters Gatte in einer frühen Die drei Musketiere-Verfilmung (1921). Mehrfach verkörperte er auch Ärzte und Anwälte, in der 1935 vor Ort in Prag gedrehten Golem-Version von Julien Duvivier, mit dem er seit 1922 immer mal wieder zusammengearbeitet hatte, spielte Jacquet den Polizeichef der Stadt.
Seine Hauptrolle in der österreichisch-französischen Gemeinschaftsproduktion Knock-out alias Das Spielzeug einer Tänzerin, einem Abenteuerfilm, machte Jacquet auch im deutschsprachigen Raum bekannt. Man holte ihn im Herbst 1926 nach Deutschland, wo Jacquet in dem Melodram Liebe geht seltsame Wege seinen filmischen Einstand mit dem Prokuristen Jackson, einem eleganten Edelschurken und Gelddieb, gab. Auch im deutschen Film verströmte der Franzose zumeist eine weltläufige und elegante Note und spielte (meist adelige) Herren von Welt aller Arten wie beispielsweise den Baron Harvey in dem urfranzösischen Stoff Quartier Latin. Mehrfach besaßen seine Charaktere eine negative Note wie etwa sein Baron von Mallock in Sensation im Wintergarten. Die Kritik zeigte sich mitunter durchaus wohlwollend und nannte beispielsweise Jacquets Spiel (ein weiteres Mal als ein Baron) in Richard Eichbergs Großstadtschmetterling „ausdrucksvoll und überzeugend“. Der deutschen Sprache kaum mächtig, kehrte Jacquet mit Anbruch der Tonfilmzeit nach Frankreich zurück, wo ihn Duvivier 1930 in seiner ambitionierten Literaturadaption David Golder besetzte.
Die kommenden zehn Jahre sah man Gaston Jacquet, der seinem Rollenfach überwiegend treu bleiben sollte, in einer Fülle von wenig beachteten Leinwandinszenierungen, darunter zu Beginn des Jahrzehnts auch in diversen französischen Fassungen deutscher Originale, die von bekannten Regisseuren wie Eichberg, Wilhelm Thiele, Karl Hartl, Johannes Guter, Victor Janson und Paul Martin gedreht wurden. Ab Mitte der 1930er Jahre trat Jacquet beruflich kürzer, wirkte aber am Vorabend des Zweiten Weltkriegs (mit allerdings mittlerweile recht klein gewordenen Rollen) noch in zwei Inszenierungen der Starregisseure Duvivier (Lebensabend) und G. W. Pabst (Jeunes filles en détresse) mit. Inmitten des Krieges beendete Gaston Jacquet seine Filmarbeit. Erst sein alter Freund Duvivier holte den mittlerweile längst in Vergessenheit geratenen Künstler 1957, 16 Jahre nach seiner letzten Filmrolle, für einen winzigen Part in der Zola-Adaption Immer wenn das Licht ausgeht vor die Kamera zurück. Zuletzt lebte Jacquet zurückgezogen im Schweizerischen Thonex nahe der Südspitze des Genfer Sees, wo er 86-jährig verstarb.

## Filmografie
- 1918: La Femme des autres
- 1919: Qui a tué ?
- 1920: Le Sang des immortelles
- 1920: La Double Épouvante
- 1920: Le Gouffre
- 1921: Le Château des fantômes (Serie)
- 1921: Le Gardian (auch Drehbuch)
- 1921: Hantise
- 1921: Le Talion
- 1921: Die drei Musketiere, vier Teile (Les Trois Mousquetaires)
- 1922: L’Île de la mort
- 1922: L’Inconnue
- 1922: Knock-Out / Das Spielzeug einer Tänzerin (Knock Out !)
- 1922: Der unsichtbare Gast
- 1923: Cœurs farouches
- 1923: Credo ou la Tragédie de Lourdes
- 1923: La Garçonne
- 1924: Les Demi-vierges
- 1924: Die Kinder von Montmartre (Paris)
- 1925: Le Bossu ou Le Petit Parisien
- 1926: L’Agonie de Jérusalem
- 1926: Sonja (Le Vertige)
- 1926: Liebe geht seltsame Wege
- 1927: Zwei Welten (L’Île enchantée)
- 1927: Charité
- 1927: Le Mystère de la tour Eiffel
- 1927: Le Dédale
- 1927: Pardonnée
- 1928: Die Orchideen-Tänzerin (La Danseuse Orchidée)
- 1928: Die reichste Frau der Welt (L’Eau du Nil)
- 1928: Im Taumel von Paris (Le Tourbillon de Paris)
- 1928: Saxophon-Susi
- 1928: Der erste Kuß
- 1928: Quartier Latin
- 1929: Das Recht des Stärkeren (La Possession)
- 1929: Die Sünde einer schönen Frau (Hříchy lásky)
- 1929: Großstadtschmetterling
- 1929: Sensation im Wintergarten
- 1929: Wenn der weiße Flieder wieder blüht
- 1929: Das Mädel mit der Peitsche
- 1930: Es gibt eine Frau, die Dich niemals vergißt
- 1930: Hai-Tang
- 1930: Miß Europa (Prix de Beauté)
- 1930: Das Mädel aus U.S.A.
- 1930: Le Chemin du paradis
- 1930: David Golder
- 1930: Illusions
- 1930: Rapacité
- 1931: Coquecigrole
- 1931: Magie moderne
- 1931: L’Inconstante
- 1932: Le Vainqueur
- 1932: L’Amour en vitesse
- 1932: Barranco, Ltd
- 1932: Maigret – Um eines Mannes Kopf (La Tête d’un homme)
- 1932: Une idée folle
- 1933: Caprice de princesse
- 1933: Charlemagne
- 1933: Son altesse impériale / Le Tsarevitch
- 1934: Le Billet de mille
- 1934: Dernière Heure
- 1935: Le Golem
- 1937: L’Escadrille de la Chance
- 1938: Lebensabend (La Fin du jour)
- 1939: Himmelsmusikanten (Les Musiciens du ciel)
- 1939: Jeunes filles en détresse
- 1939: L’Emigrante – Roman einer Abenteurerin (L’Émigrante)
- 1940: Espoirs
- 1941: La Neige sur les pas
- 1957: Immer wenn das Licht ausgeht (Pot-Bouille)